# Stephanie Gilmore

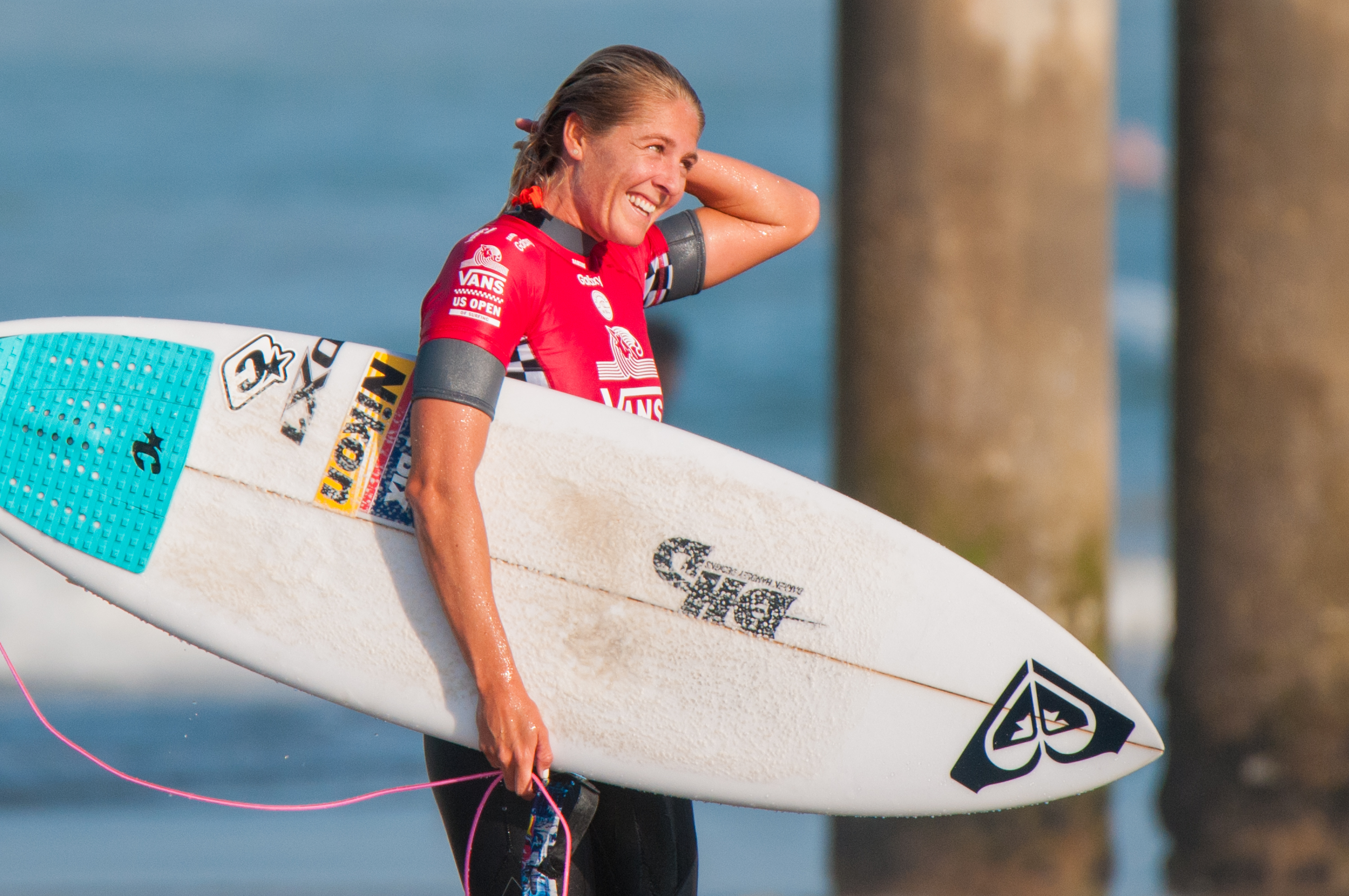
Stephanie Gilmore (2016)

Stephanie Louise Gilmore (* 29. Januar 1988 in Murwillumbah, New South Wales) ist eine australische Profisurferin und 8-fache Weltmeisterin der Frauen WSL.

## Leben
Im Alter von zehn Jahren startete Gilmore ihre ersten Surf-Versuche mit einem Bodyboard. Mit 17 Jahren nahm sie mit einer Wildcard erstmals an einem Wettbewerb der ASP World Tour (später WSL) teil, der sich 2005 mit einem Sieg bei den Roxy Pro Gold Coast bezahlt machte. In ihrer nächsten Saison gewann sie die Havaianas Beachley Classics 2006.

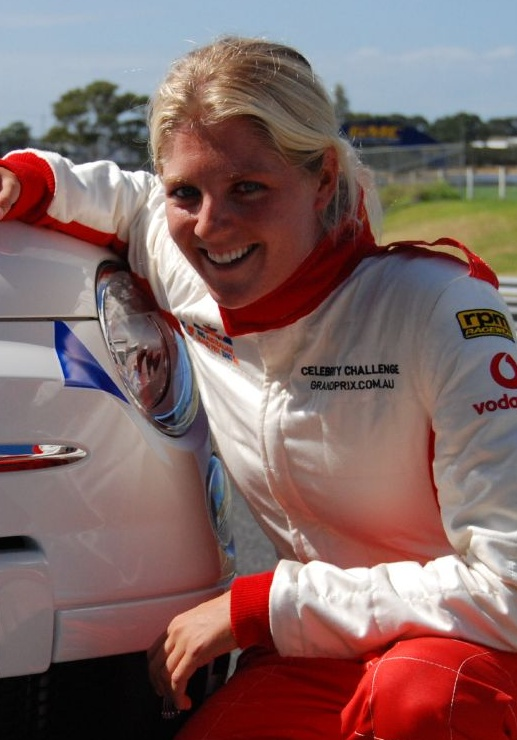
Stephanie Gilmore (2008)

 Ihre Erfolge bei der World Qualifying Series (WQS) befähigten sie zur Teilnahme an der ASP World Tour 2007, wo sie nicht enttäuschte. Sie gewann vier der acht Events und sicherte sich den ersten Weltmeistertitel. Sie konnte ihren Erfolg 2008, 2009 als auch 2010 wiederholen.
2010 wurde Gilmore für ihre überragenden Leistungen im Surfsport mit der Aufnahme in die Ehrengalerie der amerikanischen Surfers Hall of Fame ausgezeichnet. Dabei wurden ihre Hand- und Fußabdrücke sowie ihre Signatur in einer gegossenen Betonfliese im Gehweg am Pacific Coast Highway in Huntington Beach, Kalifornien verewigt.
Im Dezember 2010 wurde sie von einem Stalker mit einer Eisenstange attackiert. Bei der Abwehr eines Schlages brach sie sich das Handgelenk.
Am 5. Dezember 2011 gab die Sea Shepherd Conservation Society bekannt, dass Stephanie Gilmore in den internationalen Beraterstab der Organisation aufgenommen wurden.
Im Juli 2012 gewann sie zum fünften Mal den Weltmeistertitel. Nachdem sie 2013 im Viertelfinale der World Surf League ausgeschieden war und dadurch nur den 5. Platz in der Gesamtwertung erreichen konnte, stand sie 2014 erneut wieder an der Spitze der Weltrangliste und holte ihren sechsten Weltmeistertitel. 2018 wurde sie zum siebten Mal Weltmeisterin und holte damit den Rekord von Layne Beachley von 2006 ein. 2019 errang Beachley ihren 8. Weltmeistertitel, Gilmore zog 2022 mit ihrem 8. WM-Titel nach.
Sie lebt zurzeit in Tweed Heads.

## Erfolge
| Jahr |       | Bewerb                                           | Platzierung | Titel         | Land               |
| ---- | ----- | ------------------------------------------------ | ----------- | ------------- | ------------------ |
| 2023 | WSL   | Woman's Championship Tour                        | 6.          |               | Vereinigte Staaten |
| 2022 | WSL   | Woman's Championship Tour                        | 1.          | Weltmeisterin | Vereinigte Staaten |
| 2022 | WSL   | Surf City El Salvador Pro                        | 1.          |               | El Salvador        |
| 2022 | WSL   | Finals                                           | 1.          |               | Vereinigte Staaten |
| 2021 | WSL   | Woman's Championship Tour                        | 5.          |               | Vereinigte Staaten |
| 2021 | WSL   | Corona Open Mexico                               | 1.          |               | Mexiko             |
| 2019 | WSL   | Woman's Championship Tour                        | 4.          |               | Vereinigte Staaten |
| 2019 | WSL   | Corona Bali Protected                            | 1.          |               | Indonesien         |
| 2019 | WSL   | lululemon Maui Pro                               | 1.          |               | Vereinigte Staaten |
| 2018 | WSL   | Woman's Championship Tour                        | 1.          | Weltmeisterin | Vereinigte Staaten |
| 2018 | WSL   | Rip Curl Women’s Pro                             | 1.          |               | Australien         |
| 2018 | WSL   | Rio Pro                                          | 1.          |               | Brasilien          |
| 2018 | WSL   | Corona Open J-Bay                                | 1.          |               | Südafrika          |
| 2017 | WSL   | Woman's Championship Tour                        | 2.          |               | Vereinigte Staaten |
| 2017 | WSL   | Roxy Pro Gold Coast                              | 1.          |               | Australien         |
| 2017 | WSL   | Maui Women’s Pro                                 | 1.          |               | Vereinigte Staaten |
| 2016 | WSL   | Woman's Championship Tour                        | 6.          |               | Vereinigte Staaten |
| 2015 | WSL   | Woman's Championship Tour                        | 12.         |               | Vereinigte Staaten |
| 2014 | ASP * | Woman's Championship Tour                        | 1.          | Weltmeisterin | Vereinigte Staaten |
| 2014 | ASP * | Roxy Pro Gold Coast                              | 1.          |               | Australien         |
| 2014 | ASP * | Swatch Women’s Pro Testles                       | 1.          |               | Vereinigte Staaten |
| 2013 | ASP * | Woman's Championship Tour                        | 5.          |               | Vereinigte Staaten |
| 2012 | ASP * | Woman's Championship Tour                        | 1.          | Weltmeisterin | Vereinigte Staaten |
| 2012 | ASP * | Roxy Pro Gold Coast                              | 1.          |               | Australien         |
| 2012 | ASP * | TSB Bank NZ Surf Festival                        | 1.          |               | Neuseeland         |
| 2011 | ASP * | Woman's Championship Tour                        | 3.          |               | Vereinigte Staaten |
| 2011 | ASP * | Roxy Pro France                                  | 1.          |               | Frankreich         |
| 2010 | ASP * | Woman's Championship Tour                        | 1.          | Weltmeisterin | Vereinigte Staaten |
| 2010 | ASP * | Triple Crown of Surfing                          | 1.          |               | Vereinigte Staaten |
| 2010 | ASP * | Rip Curl Pro Search                              | 1.          |               | Puerto Rico        |
| 2010 | ASP * | Roxy Pro Gold Coast                              | 1.          |               | Australien         |
| 2010 | ASP * | Rip Curl Pro Bells Beach                         | 1.          |               | Australien         |
| 2010 | ASP * | Commonwealth Bank Beachley Classic               | 1.          |               | Australien         |
| 2009 | ASP * | Woman's Championship Tour                        | 1.          | Weltmeisterin | Vereinigte Staaten |
| 2009 | ASP * | Triple Crown of Surfing                          | 1.          |               | Vereinigte Staaten |
| 2009 | ASP * | Roxy Pro Gold Coast                              | 1.          |               | Australien         |
| 2009 | ASP * | Billabong Pro Maui                               | 1.          |               | Vereinigte Staaten |
| 2008 | ASP * | Woman's Championship Tour                        | 1.          | Weltmeisterin | Vereinigte Staaten |
| 2008 | ASP * | Triple Crown of Surfing                          | 1.          |               | Vereinigte Staaten |
| 2008 | ASP * | Billabong Pro Hawaii                             | 1.          |               | Vereinigte Staaten |
| 2008 | ASP * | Rip Curl Pro Mademoiselle                        | 1.          |               | Frankreich         |
| 2008 | ASP * | Moviestar Classic Mancora                        | 1.          |               | Peru               |
| 2008 | ASP * | Rip Curl Pro Bells Beach                         | 1.          |               | Australien         |
| 2008 | ASP * | Roxy Pro Sunset Beach                            | 1.          |               | Vereinigte Staaten |
| 2007 | ASP * | Woman's Championship Tour                        | 1.          | Weltmeisterin | Vereinigte Staaten |
| 2007 | ASP * | Billabong Pro Hawaii                             | 1.          |               | Vereinigte Staaten |
| 2007 | ASP * | Mancora Peru Classic                             | 1.          |               | Peru               |
| 2007 | ASP * | NAB Beachley Classic                             | 1.          |               | Australien         |
| 2007 | ASP * | Rip Curl Pro Bells Beach                         | 1.          |               | Australien         |
| 2006 | ASP * | Havaianas Beachley Classic (Wildcard-Teilnehmer) | 1.          |               | Australien         |
| 2005 | ASP * | Roxy Pro Gold Coast (Wildcard-Teilnehmer)        | 1.          |               | Australien         |

* Die Association of Surfing Professionals (ASP) wurde 2015 in  World Surf League (WSL) umbenannt.

## Auszeichnungen
- 2011: ESPY Award – Best Female Action Sports Athlete
- 2010: Laureus World Sport Award – Actionsportler des Jahres